# Ломакін Валерій Олексійович
Валерій Олексійович Ломакін (нар. 20 березня 1972) — український футболіст. який грав на позиції нападника. Відомий насамперед виступами за луцьку «Волинь» у вищій лізі чемпіонату України, грав також за низку нижчолігових українських клубів.

## Клубна кар'єра
Валерій Ломакін є вихованцем донецького «Шахтаря», і його першим тереном в ДЮСШ був відомий у минулому футболіст Іван Бобошко. Дебютував у команді майстрів молодий футболіст у 1989 році, коли зіграв 1 матч за маріупольський «Новатор», який на той час грав у другій союзній лізі. Далі кілька років Валерій Ломакін грав за аматорські клуби Донецької області. У чемпіонаті незалежної України футболіст дебютував на початку 1993 року, ставши гравцем «Антрацита» з Кіровського, який грав у перехідній лізі, і після цього успішного для клубу сезону знявся із всеукраїнських змагань. Валерій Ломакін після розформування команди нетривалий час грав за аматорський клуб із Донецька «Атон», а з початком сезону 1993—1994 приєднався до клубу «Бажановець» із Макіївки, яка грала у другій українській лізі. Цей сезон став успішним для макіївського клубу, за підсумками сезону команда зайняла друге місце, та вийшла до першої ліги, а Ломакін став одним із кращих її бомбардирів, відзначившись у 33 проведених матчах 7 забитими м'ячами. Після вдало проведеного сезону Валерій Ломакін отримав запрошення від команди вищої ліги — луцької «Волині». У луцькій команді нападник з Донецька був переважно гравцем основи, зіграв за сезон 21 матч, у яких тричі відзначився забитими м'ячами. Проте «Волинь» тоді переживала не найкращі часи, у команді вже тоді відчувався брак коштів, і луцький клуб у цьому сезоні лише боровся за збереження місця у вищій лізі. По закінченні сезону Ломакін покинув волинський клуб, і став гравцем першолігового клубу «Скала» зі Стрия. Проте у цій команді нападник зіграв лише 8 матчів, та вирішив податись на заробітки до російського друголігового клубу «Волгодонськ». Але там Ломакін зіграв лише 4 матчі, та повернувся до України. Після повернення до України футболіст грав за аматорський клуб «Південьсталь» із Єнакієвого, а у 1998 році грав за першоліговий клуб «Полісся» із Житомира, який і став його останньою професійною командою.